# 小林大輔 (写真家)
小林 大輔（こばやし だいすけ、1980年 - ）は、日本の写真家、フォトグラファー。埼玉県出身。

## 来歴・人物
- 2003年、日本大学芸術学部写真学科を卒業。2003年よりアマナに勤務後、2010年に独立[2]。
- 2021年11月29日に、インスタグラム上で「たのしい写真館」の開業を発表した[3]。

## 受賞歴
- 1999年 - 第一回 ハッセルブラッドスクールフォトコンテスト グランプリ
- 2003年 - 毎日広告デザイン賞 奨励賞
- 2007年 - 角川グループ広告大賞 銀賞
- 2007年 - ワンショー（デザイン部門） Merit賞
- 2007年 - New York Festivals (Poster & Outdoor) finalist
- 2007年 - 東京アートディレクターズクラブ（ADC年鑑）
- 2008年 - 日経BP広告賞
- 2008年 - 日経ビジネス広告賞
- 2008年 - 毎日広告デザイン賞 優秀賞
- 2008年 - 第57回 日経広告賞F部門 準部門賞
- 2008年 - 東京アートディレクターズクラブ（ADC年鑑）
- 2009年 - アジアパシフィック広告祭（プリント/イラスト部門） finalist
- 2009年 - 第44回日本産業広告賞 新聞部門 生活産業広告賞「第３席」
- 2009年 - ビジネス広告大賞 フリースペース部門「銅賞」
- 2012年 - 日経産業新聞広告賞 素材・産業機器・サービス部門 準部門賞